# Euomella
Euomella är ett släkte av skalbaggar. Euomella ingår i familjen vivlar.
Kladogram enligt Catalogue of Life:
| Euomella | \| \| Euomella retusa \| \| \| \| |
|          | \| \| Euomella retusa \| \| \| \| |
|          | Euomella retusa                   |
|          |                                   |